# Teleproiettore

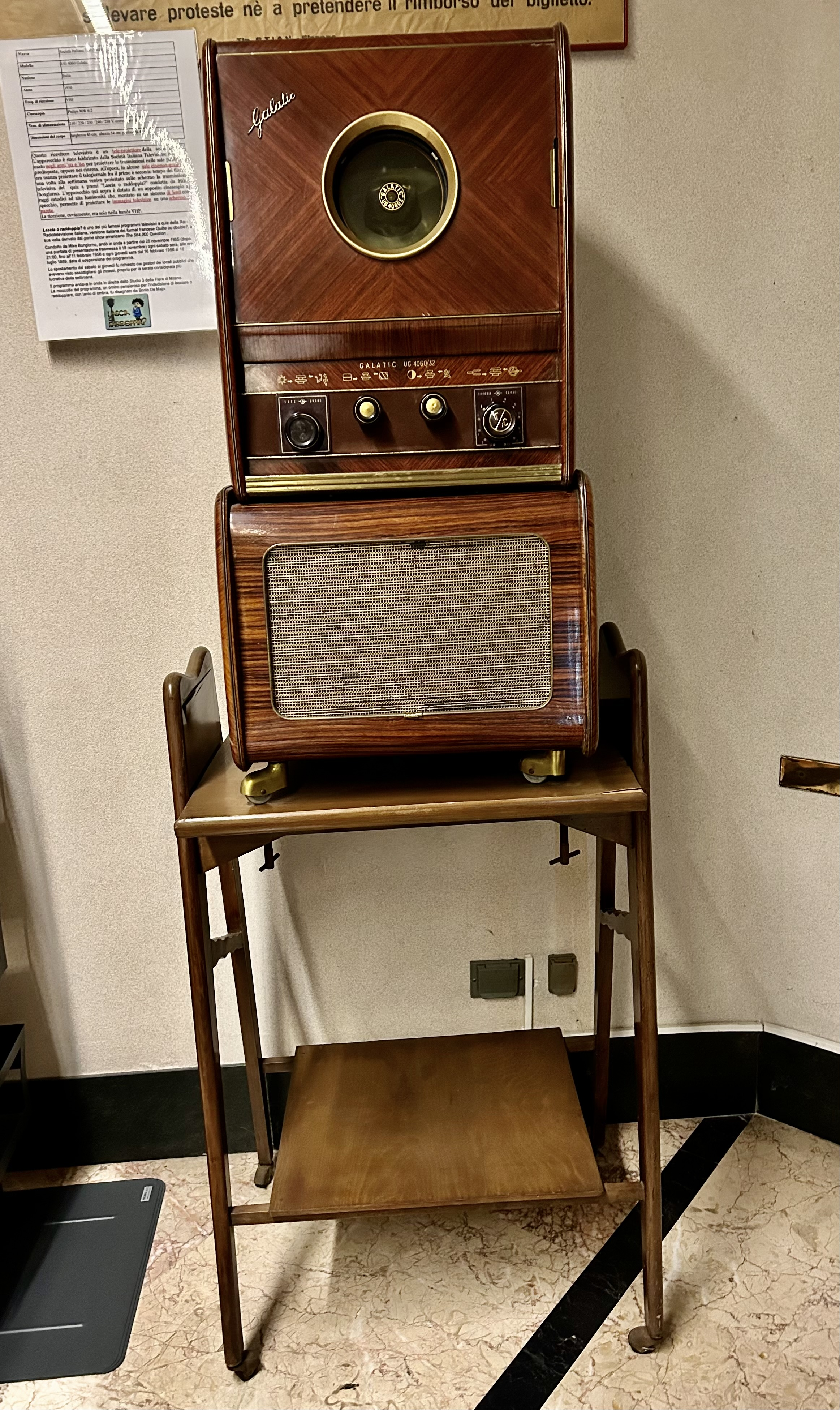
Teleproiettore fabbricato da Società Italiana Televisione, modello Galatic UG 4060/32 (1950). Custodito presso il Cinema Flora di Firenze

Un teleproiettore era un apparecchio elettronico utilizzato per la visualizzazione di immagini televisive su una superficie esterna (tipicamente uno schermo cinematografico), tramite uno speciale cinescopio con schermo fluorescente di piccola dimensione ed alta intensità luminosa, la cui immagine veniva convogliata all'esterno dell'apparecchio grazie ad un obiettivo da proiezione. La circuitazione interna era del tutto simile a quella di un televisore, pertanto era dotato di sintonizzatore collegato ad un'antenna ricevente; il segnale di uscita audio veniva inviato a casse acustiche collocate ai lati dello schermo.

## Storia
Fu particolarmente usato negli anni '50 e i primi anni '60 per offrire la possibilità di seguire i programmi televisivi in un'epoca in cui i televisori erano poco diffusi, attrezzando a tal scopo sale parrocchiali o circoli ricreativi. In Italia fece storia la scelta di alcune sale cinematografiche di offrire la proiezione televisiva di programmi molto popolari nelle serate che andavano in onda, in cui le sale sarebbero restate deserte (ad es. Lascia o raddoppia?).
Col diffondersi dei televisori, i teleproiettori scomparvero dalla circolazione. Attualmente la visione collettiva su grande schermo (sia in ambito domestico che professionale) di immagini da fonte elettronica (TV, DVD, BLURAY, VCR, ecc.) è realizzata dal videoproiettore digitale.

Uno dei primi apparecchi di questo genere venne prodotto dalla Società Italiana Televisione.